# Rupea Gară, Brașov
Rupea Gară (în maghiară Kőhalmi vasútállomás) este o localitate componentă a orașului Rupea din județul Brașov, Transilvania, România